# Endless Pain
Endless Pain är thrash metal-bandet Kreators debutalbum, utgivet i oktober 1985.

## Låtlista
1. "Endless Pain" – 3:32
2. "Total Death" – 3:28
3. "Storm of the Beast" – 5:01
4. "Tormentor" – 2:55
5. "Son of Evil" – 4:16
6. "Flag of Hate" – 4:42
7. "Cry War" – 3:45
8. "Bone Breaker" – 2:58
9. "Living in Fear" – 3:12
10. "Dying Victims" – 4:51